# Nephodia triangulifera
Nephodia triangulifera là một loài bướm đêm trong họ Geometridae.